# Inermocoelotes inermis
Inermocoelotes inermis es una especie de araña araneomorfa del género Inermocoelotes, familia Agelenidae. Fue descrita científicamente por L. Koch en 1855.
Se distribuye por Bulgaria. El cuerpo del macho mide aproximadamente 8,5-10 milímetros de longitud y el de la hembra 11,0-12,5 milímetros.